# NGC 7528
NGC 7528 este o galaxie situată în constelația Pegas. A fost descoperită în august 1880 de către .